# 子安文
子安 文（こやす ふみ、英語表記：Foomy Koyasu, 女性、1964年5月9日 - ）は、日本の音楽家（ベーシスト）、著作家、元記者。愛称フミ。
父・子安宣邦は大阪大学名誉教授。母・子安美知子は早稲田大学名誉教授。夫はベーシストの瀬川信二。
東京都中野区生まれ。ミュンヘンのルドルフ・シュタイナー学校卒業、ルートヴィヒ・マクシミリアン大学ミュンヘン文学部比較文学科中退。血液型A型。
エレクトリックベース、エレクトリック・アップライト・ベース、フレットレスベースを弾く。T.UTUのバックバンドでFUMIとしてベースを担当。朝日カルチャーセンターで瀬川信二と共にロック史とロック歌詞の英語教室を開催。

## 経歴・人物
子供時代は親の研究のため、ドイツ・ミュンヘン、アメリカ合衆国・シカゴ、ロサンゼルスを転々としていた。4歳のとき、小澤征爾の指揮による『第九』に衝撃を受け、5歳で久保田良作、堀米ゆず子の下でヴァイオリンを学ぶ。6歳で渡独、中公新書発行の子安美知子のベストセラー作『ミュンヘンの小学生』の主人公。バイエルン交響楽団のコンサートマスターK.C.Stier、ソロ・ヴァイオリニスト、J.Laurentの元でヴァイオリンを学び、ミュンヘン音楽・演劇大学で音楽理論を学ぶ一方、中学時代、ラジオで「イエスタデイ・ワンス・モア」を聴きポップスに目覚め、ギターを始める。
15歳でミュンヘンの繁華街でベーシストとしての仕事を始める。黒人との交流も多かったため、ファンク、レゲエ、ソウルミュージックに目覚める。中公新書『私のミュンヘン日記』、学陽書房『ミュンヘン・ライヴ』では、シュタイナー学校卒業後についてミュージシャンの側から描いた。
慶應義塾大学に合格したが、日本の同年代とは話が合わず、浮いている存在だった。西ドイツに戻ってルートヴィヒ・マクシミリアン大学ミュンヘンに入学しドイツ文学と英語文学科を専攻、ミュージシャン活動を再開。オーストラリア・イギリス・ドイツの多国籍ビッグバンド、クロアチア・東ドイツの多国籍ガールズバンド、スティーヴ・ミラー・バンドのメンバーのブルース・トリオ、ヨーロッパ最大の移動サーカス団  Roncalli のツアーなどに参加。1989年に帰国後、リットーミュージック『ベースマガジン』での連載、ベース講座、取材・セミナーなどを担当。妊娠当初、米軍基地、大使館などでベースを弾く傍らミューズ音楽院の講師になる。T.UTUの全国ツアー、TV出演に参加、のちにアメリカ・ナッシュビルで演奏活動。
米軍黒人との結婚〜出産〜離婚についての記載を含む『ハッピー・シングルふんぞり返る』で1999年、エッセイストデビュー。次に『コツを掴んで誰でも弾ける!理論いらずのグルーヴ・ベース』『ベース・ライン自由自在』が続けてロングセラー、2007年『Foomy'sベース・スクール』開校。『カタチで戦略!見たまんまベースライン』を出版。36歳より川崎市登戸新町を拠点に演奏活動。
使用ベースは主にフェンダー・ジャズベース、エミネンスのコントラバス、同じくフェンダーのフレットレスベースとバッカスの5弦ベース。T.UTUのTV出演当初、ヤマハのBB5弦ベースをモニターしたが、DingwallのSuper Jを愛用。
夫の瀬川信二とともにインターネットラジオOTONaMazuの音楽番組『Will The Circle Be Unbroken』のメインパーソナリティを担当（2015年3月25日放送終了）。

## 学歴
- 1971年　ミュンヘンのヴァルドルフ学校入学。
- 1973年　インターナショナル・スクール、東京・横浜独逸学園転校。
- 1977年　ヴァルドルフ学校再入学。
- 1983年　ヴァルドルフ学校卒業。国立ギムナジウム入学。
- 1984年　アビトゥーア、ラテン語、英語、ドイツ語技能検定1級レベル。慶應義塾大学入試合格、ルートヴィヒ・マクシミリアン大学ミュンヘン入学。

## TV出演
- 『ミュージックステーション』テレビ朝日
- 『ミュージックフェア』フジテレビ
- 『ドイツ語講座』NHK教育
- 『美のメロディー・音楽の女神』NHK-BS2
- 『グループ現代』NHK総合

## 主な著書

### エッセイ
- 『私のミュンヘン日記―シュタイナー学校を卒業して』（1986/3・中公新書 ISBN 978-4121007971）
- 『ミュンヘン・ライヴ―フミのトンガリ青春日記』（1990/05・学陽書房 ISBN 978-4313630260）
- 『菜多沙 (ナターシャ)—母と娘のリレーエッセイ』（1993/11・フレーベル館 ISBN 978-4577700884, Kindlle版あり）- 子安美知子との共著
- 『音楽選書(82)いつもいつも音楽があった』（1998/12/10・音楽之友社　ISBN 978-4276370821）
- 『ハッピー・シングルふんぞり返る』（2001/11/29・リットーミュージック　ISBN 978-4845607143）

### ベース関連
- 『ベーシストのための全知識』（1998/12/10・リットーミュージック ISBN 978-4845600892）
- 『ベーシストのための実践能力向上BOOK ベースライン自由自在』（2003/3/22・リットーミュージック ISBN 978-4845609109）
- 『カタチで攻略!見たまんまベースライン(CD付)』（2006/3/22・リットーミュージック ISBN 978-4845612994）
- 『コツを掴んで誰でも弾ける! 理論いらずのグルーヴ・ベース[DVD]』（2008/8/20・リットーミュージック ISBN 978-4845615926）

## その他
『エンデと語る』（朝日選書）に協力。集英社、リットーミュージック、NHKなどで譜面解説、レコード評、連載を行う。主に取材してきた人物はダリル・ジョーンズ、ダグ・ウィンビッシュ、ミシェル・ンデゲオチェロ、ヴァーダイン・ホワイト、スティーヴ・ガッド、ヴァーノン・リード、ヴィクター・ウッテン、ウィル・リー、エイブラハム・ラボリエル、ジェフ・バーリン、ジョン・エントウィッスル、スージー・クアトロ、スタンリー・クラーク、ネーザン・イースト、ポール・ジャクソン、マーカス・ミラー、ラリー・グラハム、フランシス"ロッコ"プレスティア （タワー・オブ・パワー）、ロン・カーター他。
音楽活動はミュンヘン、ニューヨーク、ナッシュビル、日本を主とし、コニー・スミス、マーティー・スチュアート、ジョナサン・カルブ、ルーサー・アリスン、ジョニー・コープランド等、多数のミュージシャンと共演。レッド・ホット・チリ・ペッパーズのフリーがプロデュース予定だった、ルイス・ジョンソンのバンドでツイン・ベースの一方をつとめる大役をオーディションで勝ち取るも、ルイスとフリーが喧嘩をしてアルバムの録音までは至らなかった。
多言語話者。好きな作家はマルセル・プルースト、太宰治、オノレ・ド・バルザック、夏目漱石、フョードル・ドストエフスキー。好きな詩人はボブ・ディラン。好きなバンドはローリング・ストーンズ。